# Hélesmes
Hélesmes ist eine französische Gemeinde mit 1.905 Einwohnern (Stand: 1. Januar 2022) im Département Nord in der Region Hauts-de-France. Sie gehört zum Arrondissement Valenciennes und zum Kanton Saint-Amand-les-Eaux. Die Einwohner werden Hélesmois genannt.

## Geographie
Hélesmes liegt im Nordfranzösischen Kohlerevier, elf Kilometer westlich von Valenciennes. Umgeben wird Hélesmes von den Nachbargemeinden Hasnon im Norden, Wallers im Osten, Escaudain im Süden, Hornaing im Westen sowie Wandignies-Hamage im Nordwesten.

## Geschichte und Bevölkerungsentwicklung
Die erste urkundliche Erwähnung für Hélesmes stammt wohl aus dem Jahr 847, als Karl der Kahle der nach 630 gegründeten Abtei Saint-Amand (auch „Elno“ genannt, bei Cambrai) Güter in Helennam schenkte.
| Jahr                       | 1962 | 1968 | 1975 | 1982 | 1990 | 1999 | 2006 | 2012 | 2020 |
| Einwohner                  | 2018 | 2086 | 2042 | 1909 | 1911 | 1822 | 1913 | 1954 | 1937 |
| Quellen: Cassini und INSEE |      |      |      |      |      |      |      |      |      |

## Sehenswürdigkeiten
- Kirche Saint-Léger aus dem 18. Jahrhundert

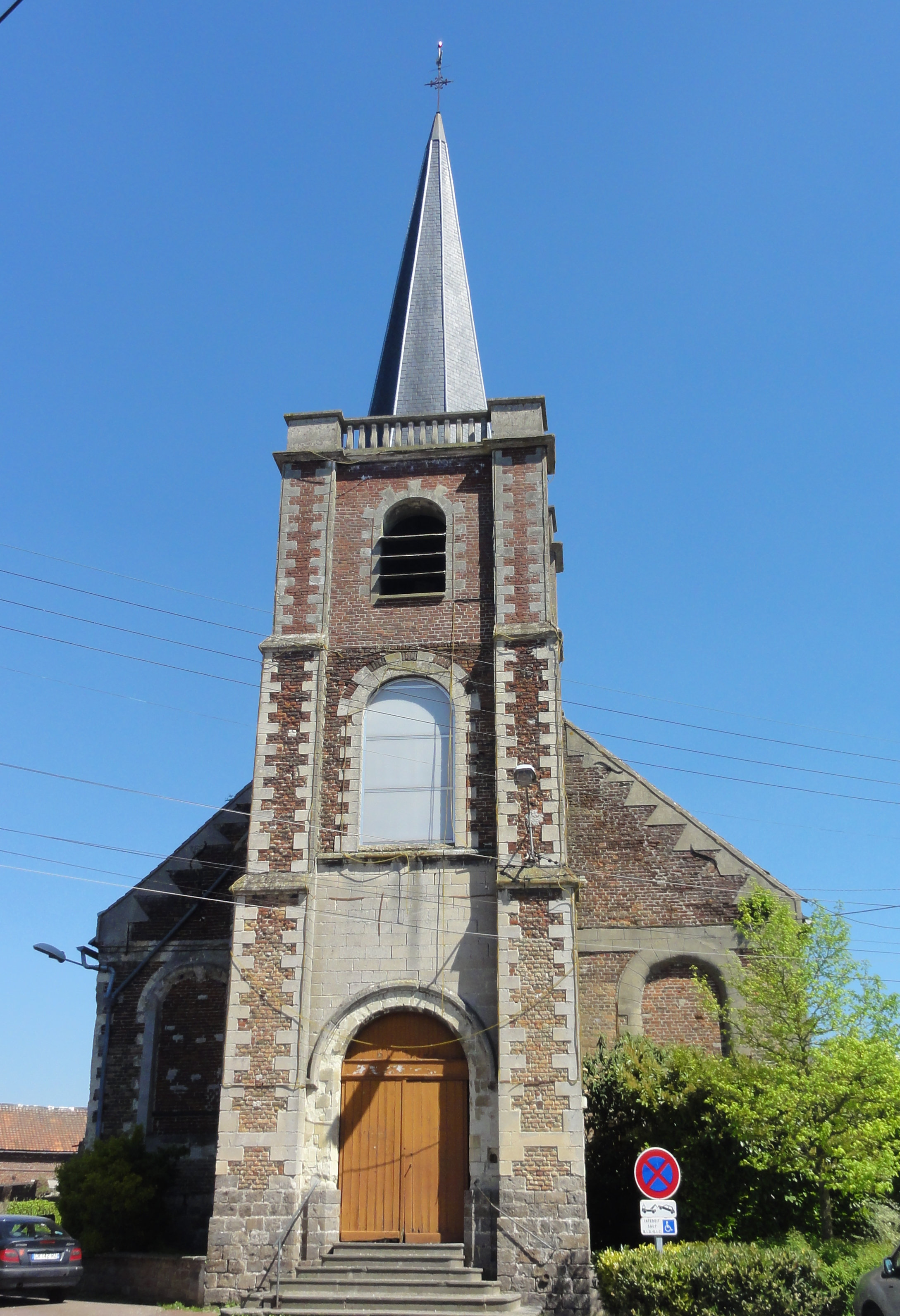
Kirche Saint-Léger
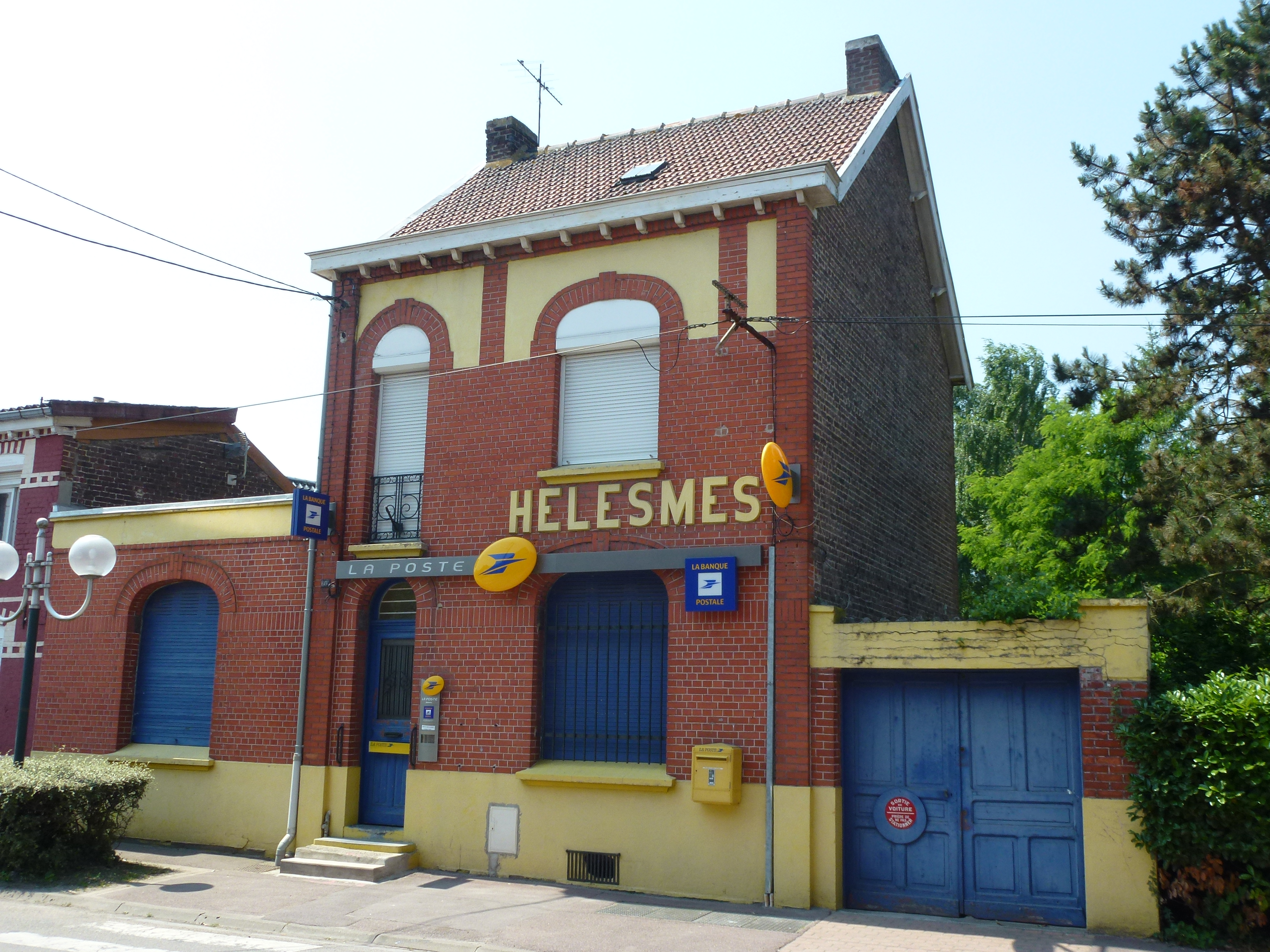
Postamt
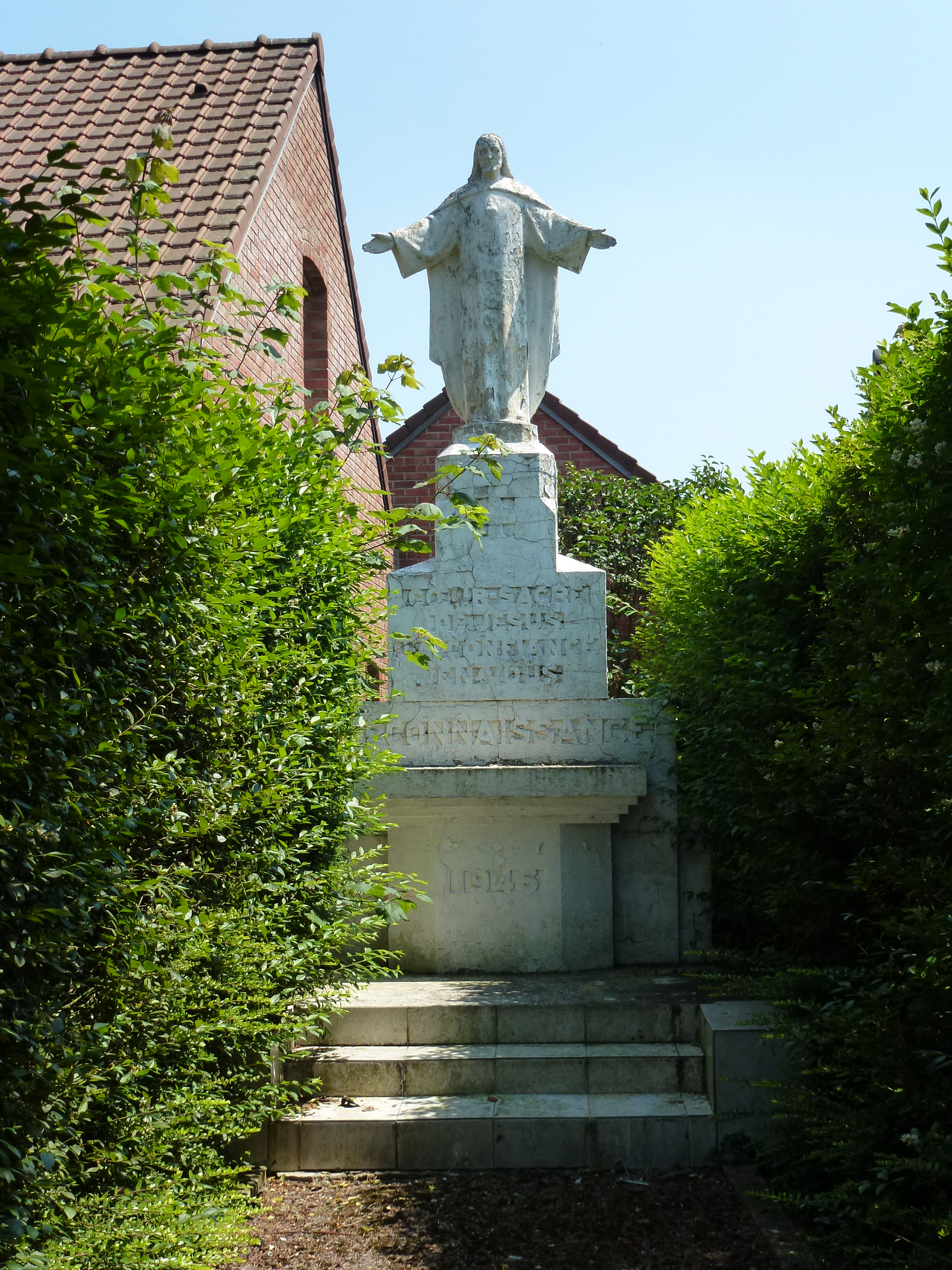
Gefallenendenkmal
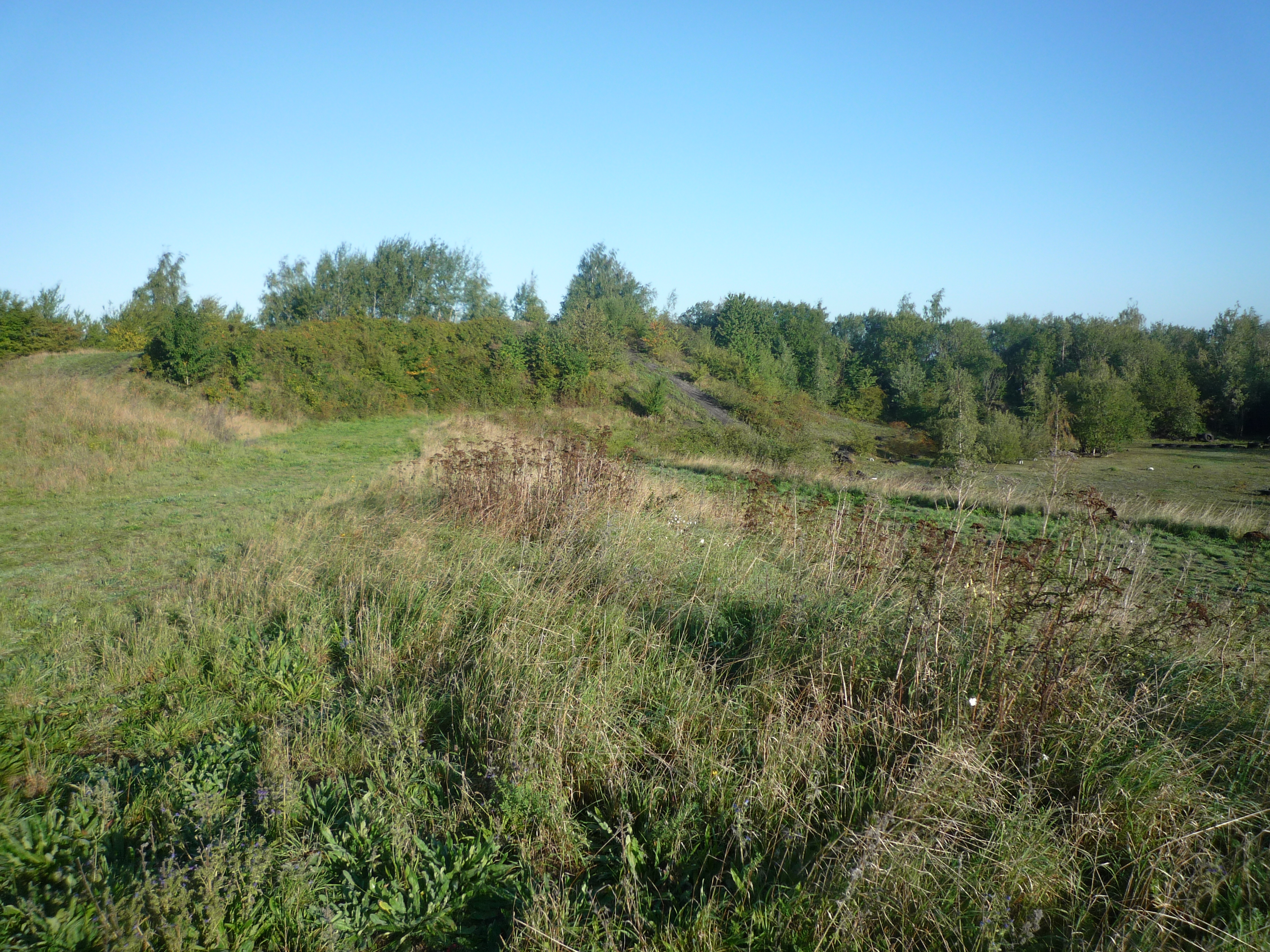
Überwachsene Abraumhalde der früheren Steinkohlezeche La Fosse Lambrecht an der Grenze zu Wallers